# Charles Woodson
Pour les articles homonymes, voir Woodson.
College Football Hall of Fame 2018
Pro Football Hall of Fame 2021
(en) Statistiques sur pro-football-reference
Charles Woodson, né le 7 octobre 1976 à Fremont dans l'Ohio, est un joueur américain de football américain ayant évolué principalement au poste de cornerback de 1998 à 2015. Il est notamment le seul joueur défensif à avoir reçu le trophée Heisman.

## Biographie

### Jeunesse et études
En 1994, en dernière année de lycée à Fremont Ross High School, il remporte le prix Mr. Football Award pour l'Ohio.
Étudiant à l'université du Michigan, il a joué pour les Wolverines du Michigan. Il a remporté de nombreux prix universitaires incluant le Chuck Bednarik Award, le Jim Thorpe Award, le Bronko Nagurski Trophy, le Walter Camp Award et surtout le trophée Heisman, tout cela durant la saison universitaire 1997. Il est ainsi le seul joueur principalement défensif à remporter le trophée Heisman.

### Raiders d'Oakland
Il est drafté en 1998 à la 4e place (premier tour) par les Raiders d'Oakland. Dès sa première année, il est nommé Rookie défensif de l'année.

### Packers de Green Bay
Laissé libre en 2006, il rejoint les Packers de Green Bay le 26 avril 2006 en signant un contrat de sept ans pour un total de 52 millions de dollars. Pour sa première saison avec les Packers, il est le joueur qui retourne les punts et mène la National Football League avec 8 interceptions. En 2010, il remporte le Super Bowl XLV avec Green Bay.

### Raiders d'Oakland
À l'issue de la saison 2012, il quitte les Packers et retourne avec les Raiders.

## Postérité
Il fut sélectionné huit fois au Pro Bowl (1998, 1999, 2000, 2001, 2008, 2009, 2010 et 2011) et est nommé sept fois au All-Pro (1999, 2000, 2001, 2008, 2009, 2010, 2011).
Il a également reçu le titre de Joueur Défensif de la saison 2010.
Il est le joueur choisi pour la jaquette de NCAA Football 99.